# Hope Harbour
Hope Harbour (en espagnol : Puerto Esperanza) est une crique de la côte nord-ouest de la Malouine orientale (Îles Malouines).

## Description
Longue d'environ 4 km et large de 1,3 km, elle est abritée par le promontoire de Grave Cove Camp au sud, une crête étroite se terminant par Hope Point au nord, Bramble Point Camp à l'est et West Point Island à son entrée à l'ouest. L'île Carcass se trouve à 8 km au nord-est de Hope Point.

## Zone ornithologique
Lacrique et ses environs ont été identifiés par BirdLife International comme une zone importante pour la conservation des oiseaux. Les oiseaux pour lesquels le site est important pour la conservation comprennent : le brassemer des Malouines, l'ouette à tête rousse, le manchot papou (5750 couples reproducteurs), le gorfou sauteur (242 couples), le manchot de Magellan, l'albatros à sourcils noirs (226 couples) et le petit mélanodère à sourcils blancs.
L'ouette de Magellan et la sturnelle australe ont été signalées. La zone a été surpâturée dans le passé. Il reste peu d'herbe de tussack et le sol souffre souffre de l'érosion. Les albatros nichent sur les falaises ; la principale menace pour leurs sites de nidification est les glissements de terrain dus à l'érosion des falaises.

## Galerie

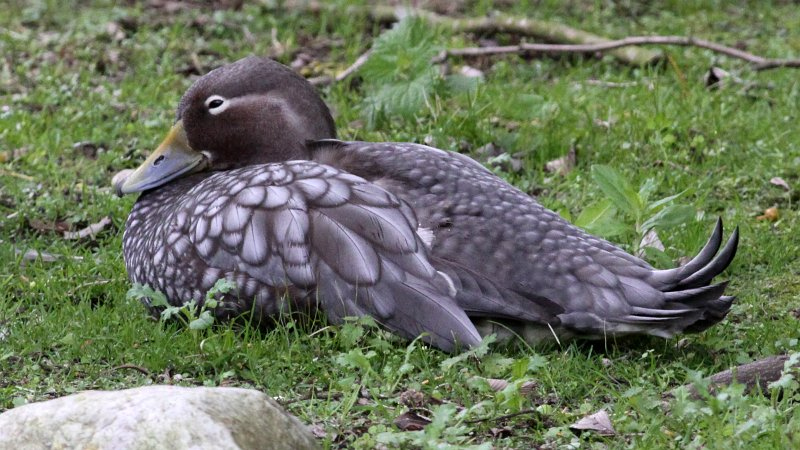
Brassemer des Malouines
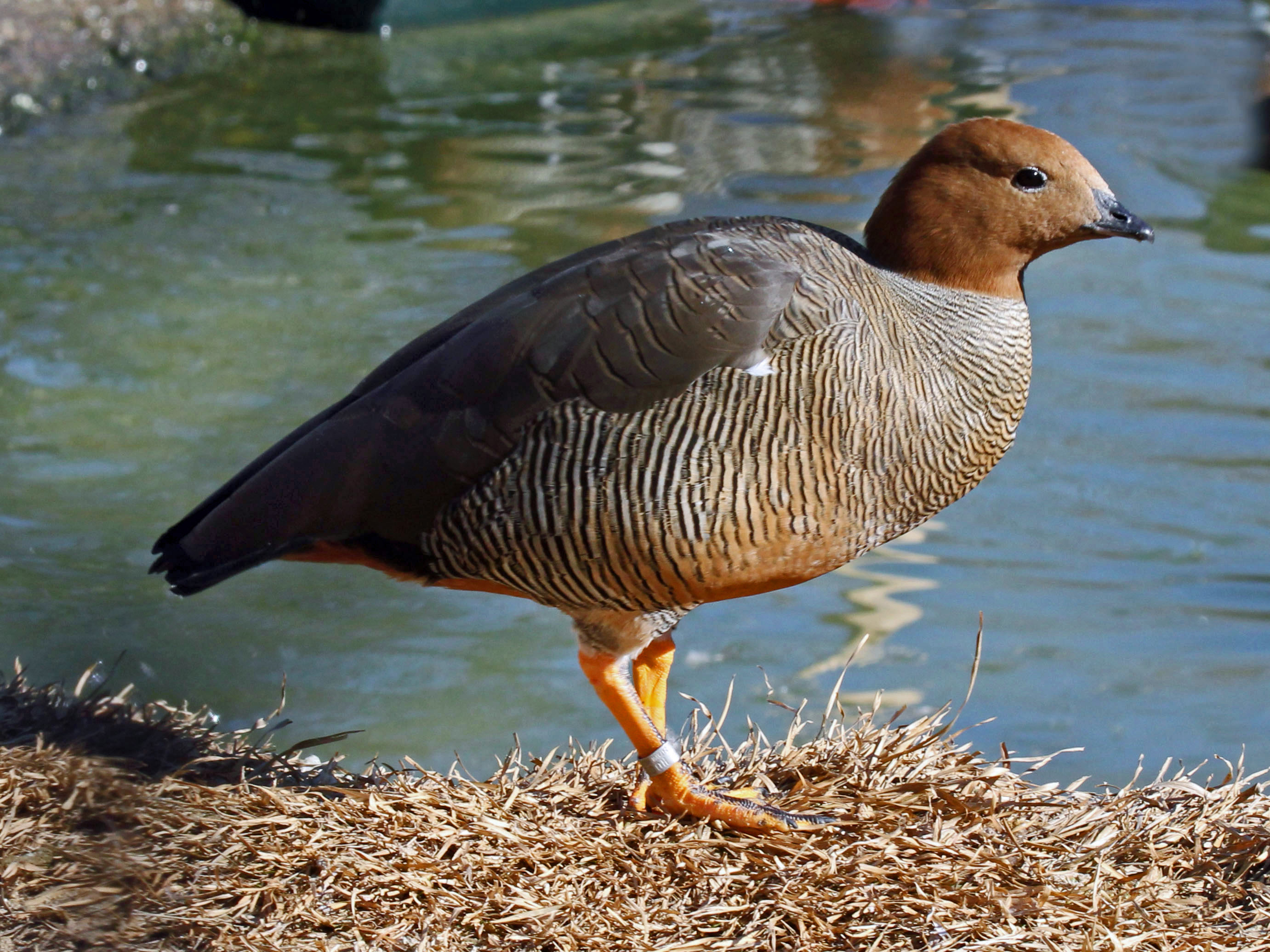
Ouette à tête rousse
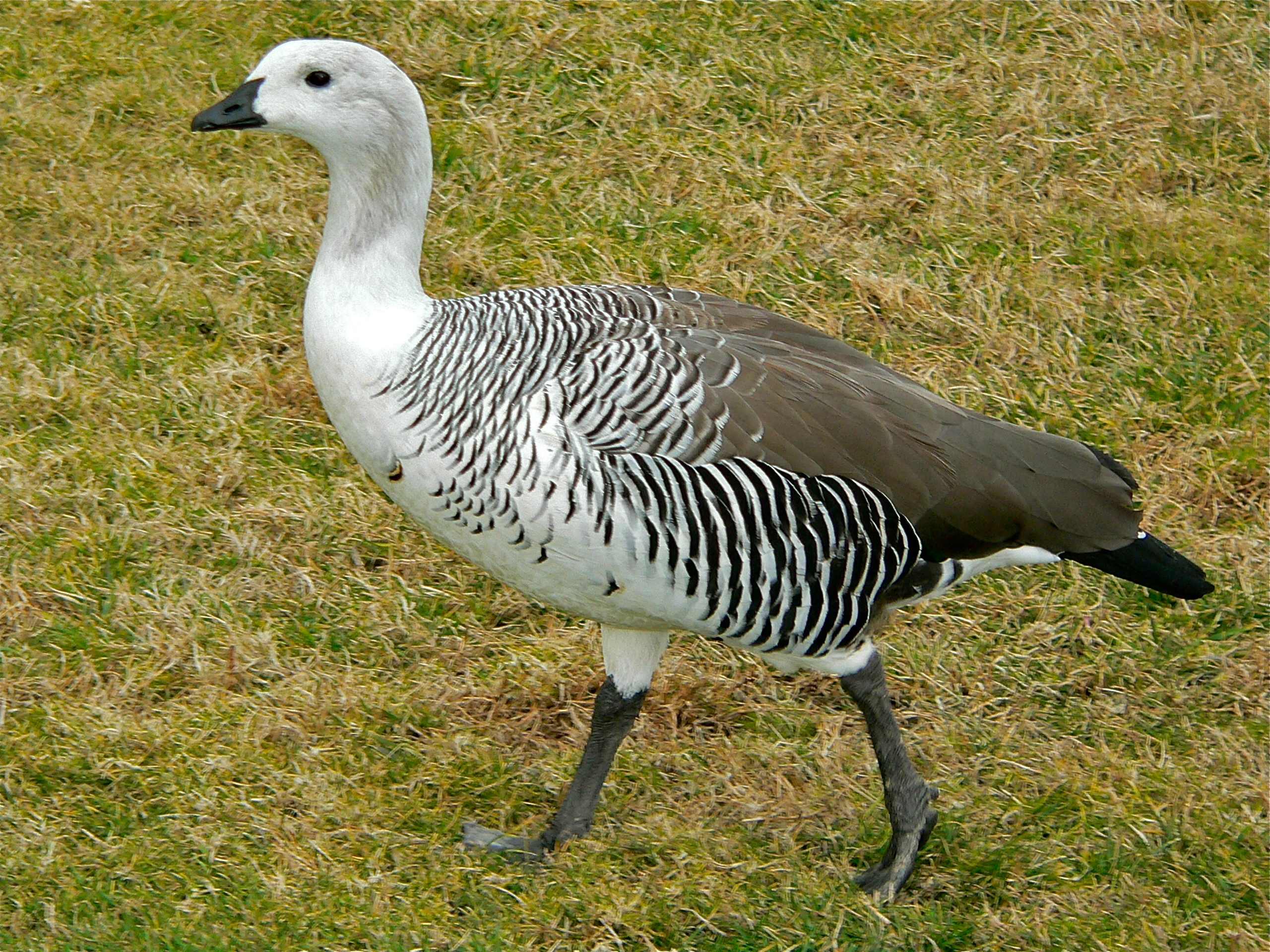
Ouette de Magellan
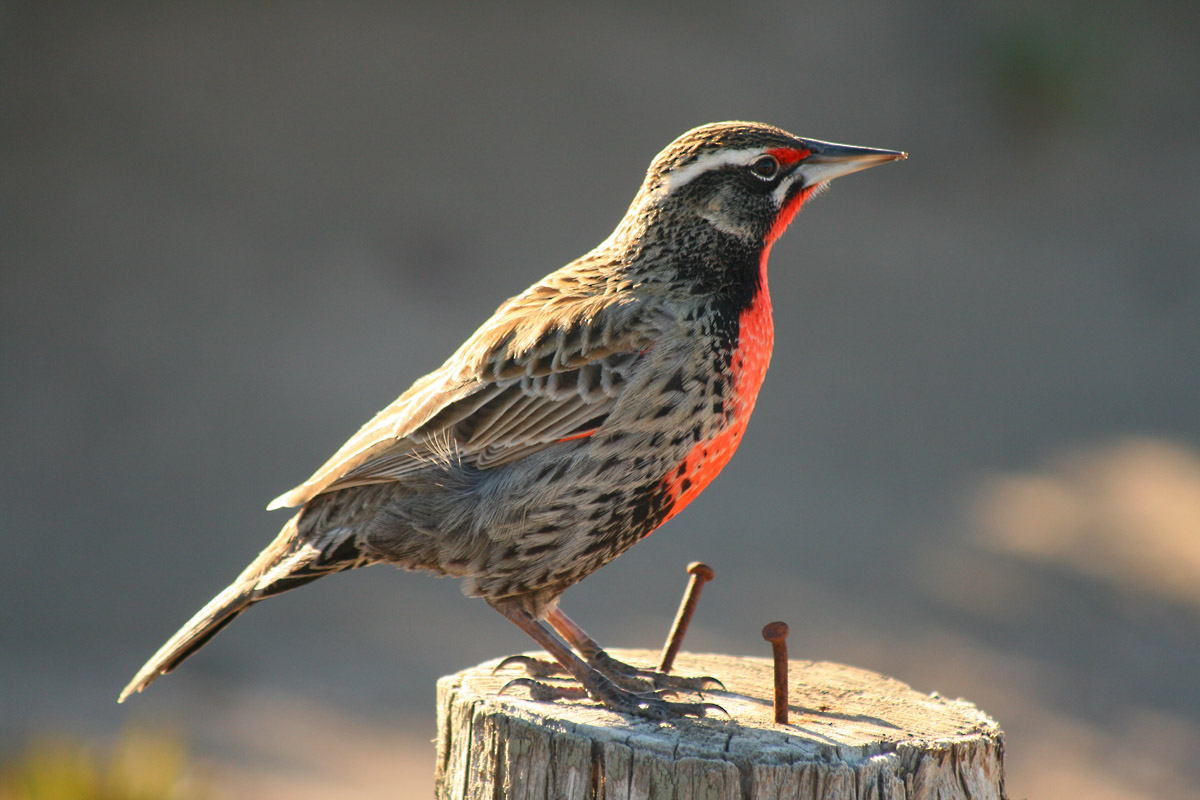
Sturnelle australe